# Сува-Река (община)
Сува-Река (серб. Сува Река) — община в Косове со спорной административной принадлежностью.
Точных данных о населении общины нет. Занимаемая площадь — 434 км².
Административный центр общины — город Сува-Река. Община Сува Река состоит из 50 населённых пунктов, средняя площадь населённого пункта — 8,7 км².

## Административная принадлежность
| Сербская позиция                                                      | Албанская позиция                            |
| --------------------------------------------------------------------- | -------------------------------------------- |
| входит в Призренский округ (Сербия) автономного края Косово и Метохия | входит в Призренский округ Республики Косово |